# Municipio de Prairieville (Minnesota)
El municipio de Prairieville (en inglés: Prairieville Township) es un municipio ubicado en el condado de Brown en el estado estadounidense de Minnesota. En el año 2010 tenía una población de 255 habitantes y una densidad poblacional de 2,87 personas por km².

## Geografía
El municipio de Prairieville se encuentra ubicado en las coordenadas 44°19′7″N 94°47′54″O / 44.31861, -94.79833. Según la Oficina del Censo de los Estados Unidos, el municipio tiene una superficie total de 88.78 km², de la cual 88,76 km² corresponden a tierra firme y (0,02 %) 0,02 km² es agua.

## Demografía
Según el censo de 2010, había 255 personas residiendo en el municipio de Prairieville. La densidad de población era de 2,87 hab./km². De los 255 habitantes, el municipio de Prairieville estaba compuesto por el 98,04 % blancos, el 1,18 % eran asiáticos, el 0,78 % eran de otras razas. Del total de la población el 0,78 % eran hispanos o latinos de cualquier raza.